# Венеды

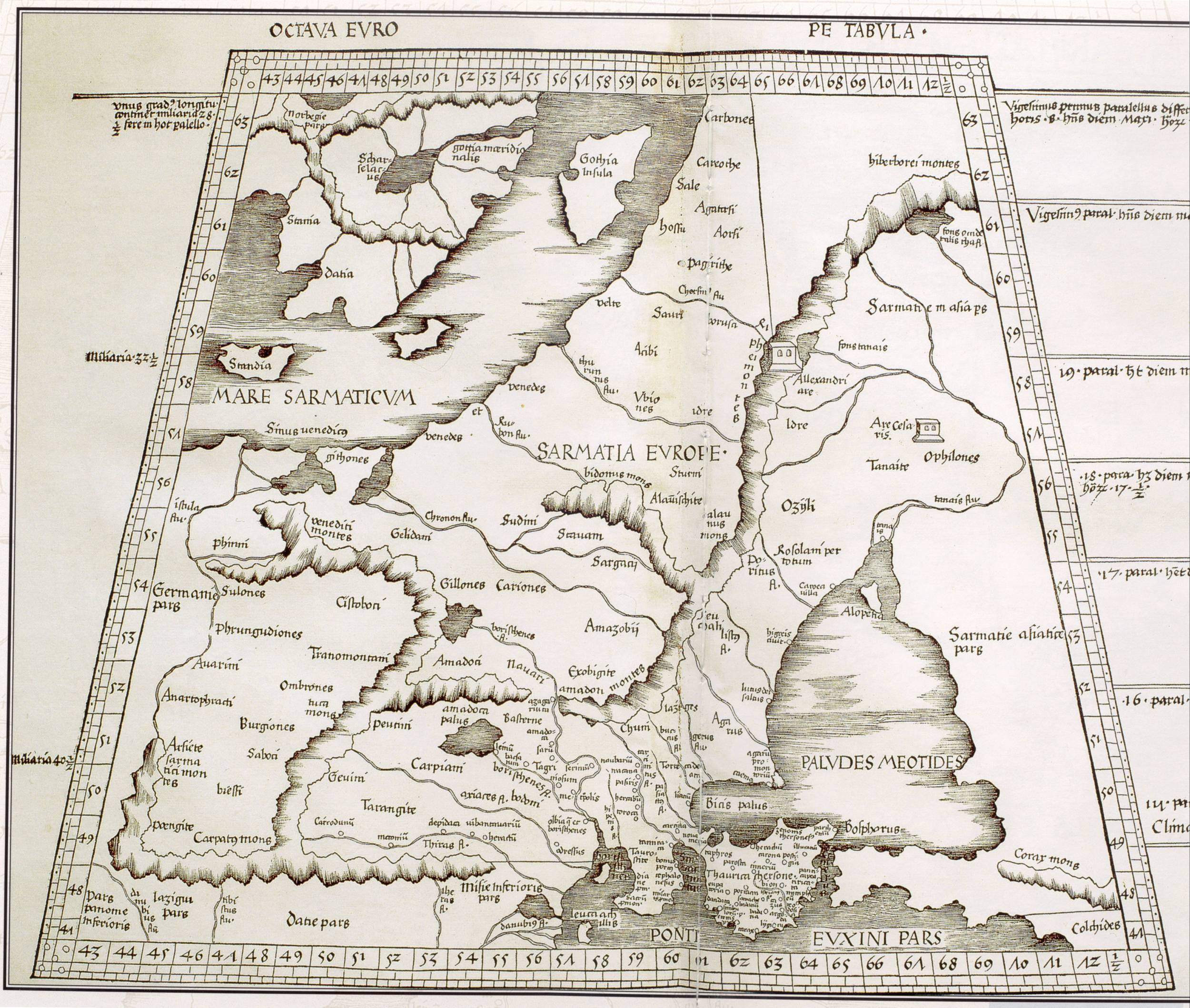
Европейская Сарматия. «Восьмая карта Европы». Составлено по «Географии» Птолемея. Отпечатано: Страсбург, 1513

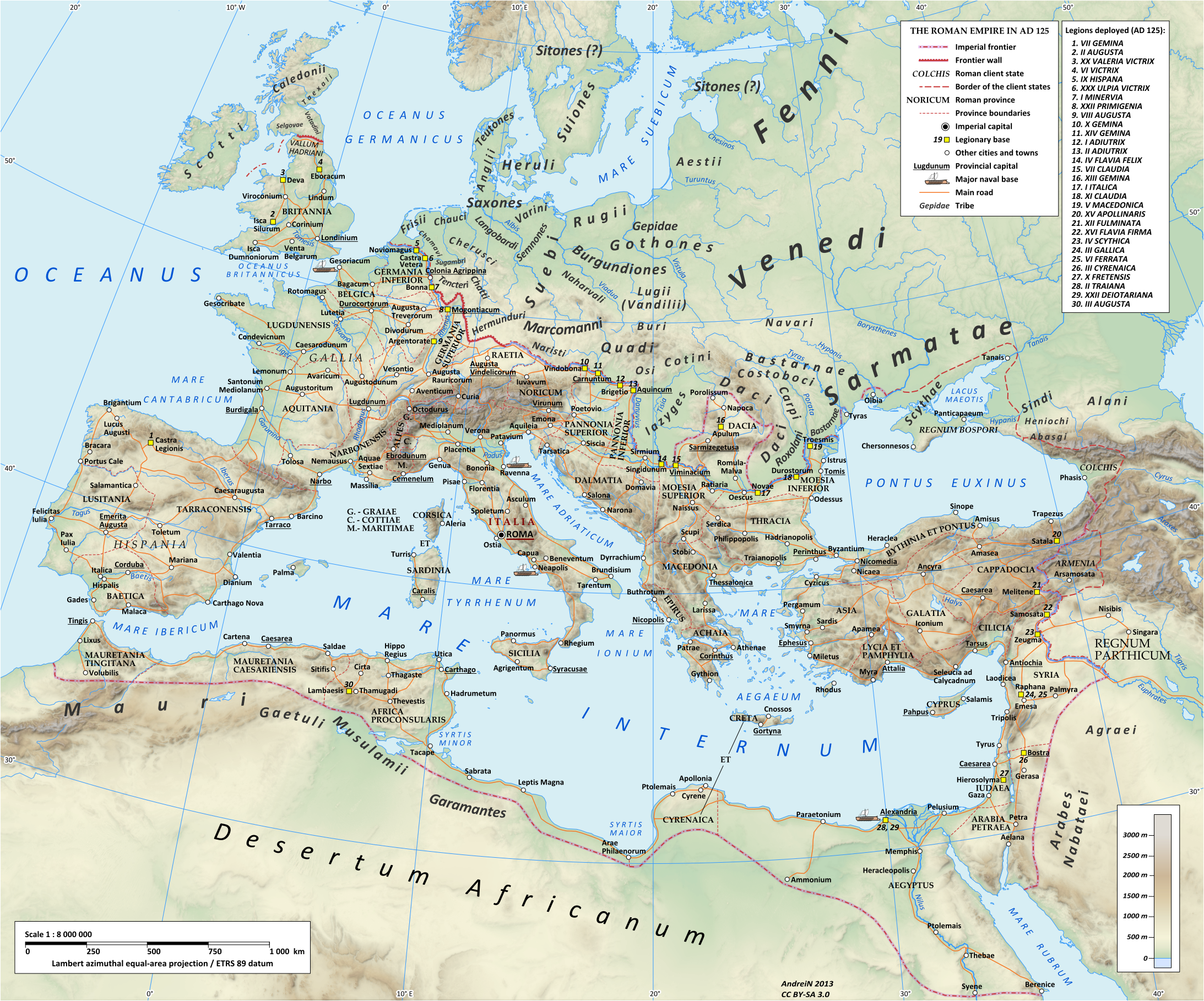
Восточные венеты (Venedi) в 125 году

Венеды (восточные венеты, упоминаемые в древних хрониках как вене́ды, вене́ты; лат. Venedi, Venethae, Venethi; др.-греч. Οὐενέδοι; иногда эне́ты; лат. Veneti; др.-греч. Ἐνετοί, в германском произношении — ве́нды, винды; нем. Wenden) — племенная группа или этникон, упоминавшийся до VI века древними историками Геродотом, Помпонием Мелой, Плинием Старшим, Тацитом, Клавдием Птолемеем, Иорданом, размещаемая ими к востоку от Вислы — от балтийского побережья до северных Карпат и низовьев Дуная. Восточные венеты, возможно, имеют общее происхождение с ещё более древними южными венетами, а также с кельтскими западными венетами и, в результате смешения с германскими племенами, с венделами (вандалами). Многие исследователи считают венедов непосредственными предками древних славян VI—VIII веков (в письменных источниках известных как венды, склавены и анты). В других гипотезах венеды отождествляются с кельтами. Некоторые исследователи рассматривают название «венеды» как сохранившееся у разных народов самоназвание западной ветви праиндоевропейцев (древнеевропейцев). Ряд исследователей рассматривает термин «венеды» как этникон, наименование по месту проживания, которое в разное время относилось к разным народам.

## Свидетельства письменных источников

1655 Germano-Sarmatia in qua Populi maiores Venedi, et Aestiaei, Peucini, et Bastarnae in minores

Наиболее ранние известия о венедах восходят к концу I—II веков н. э. и принадлежат римским писателям — Плинию Старшему, Публию Корнелию Тациту и Птолемею Клавдию, хотя, предположительно, о венедах упоминал ещё Геродот в V веке до н. э., когда писал о том, что янтарь привозят с реки Эридана от энетов (венетов).

### Квинт
Плиний Старший и Помпоний Мела сообщают рассказ проконсула Галлии Квинта Метелла Целера (104-59 гг. до н. э.) о том, как на северный берег Германии буря прибила корабль с купцами народа виндов (венетов).

### Секст Проперций
Секст Проперций (I век до н.э.), древнеримский философ и поэт, сравнивал расстояние между собой и своей возлюбленной с расстоянием между Гипанисом (Кубанью или Бугом) и Эриданом (река, изобилующая янтарем, которую отождествляют с Неманом):
Она на столько тысяч шагов отдалена от моего ложа, насколько [река] Гипанис отстоит от венетской [реки] Эридана

### Плиний
Согласно Плинию (I век), венеды (Venedae) обитали на юго-восточном побережье Балтийского моря восточнее Вистулы. 

### Тацит
Спустя полвека Тацит помещает венедов (Venethi/Veneti) на территории между рекой Вистулой (Вислой) и эстиями (эстами). Тацит колебался в суждении: причислять ли их к германцам или сарматам. На основании того, что они «ставят дома», «употребляют щиты» и «охотно передвигаются пешком», он всё же счёл их отличными от сарматов, «живущих в повозке и на коне».

### Птолемей
По имени венедов (Ouenedai) Птолемей Клавдий (II век) называл Балтийское море Венедским заливом Сарматского океана, а Карпаты Венедскими горами. Соседями венедов он называет племена сармат, феннов, галиндов (голядь) и гутонов.

### Ипполит Римский
Возможно, что венетов упоминает Ипполит Римский в его работе «Chronicon» в форме Venii (Οὐεννοί) между Istrians и Daunians. Некоторые авторы читают этноним Οὐεννοί как Οὐενετοί (венеты), а другие — как Οὐέννιοι/Οὐέννωνες (венноны/веннониты).

### Пейтингерова карта
На Пейтингеровой карте, редактировавшейся с I века н. э. по V века н. э., венеды локализуются в двух местах, первый раз (Venadi) с севера Карпат, второй (Venedi) в низовьях Дуная.

### Иордан
Готский историк Иордан в своем повествовании «О происхождении и деяниях гетов (Гетика)» (551) так описывал места проживания венетов [венедов]:
…У левого их склона [Карпаты], спускающегося к северу, начиная от места рождения реки Вистулы, на безмерных пространствах расположилось многолюдное племя венетов. Хотя их наименования теперь меняются соответственно различным родам и местностям, всё же преимущественно они называются склавенами и антами. Склавены живут от города Новиетауна и озера, именуемого Мурсианским, до Данастра [ Днестра ], и на север — до Висклы [ Вислы ], вместо городов у них болота и леса. Анты же — сильнейшие из обоих [племён] — распространяются от Данастра до Данапра [ Днепра ], там где Понтийское [Чёрное] море образует излучину; реки эти удалены одна от другой на расстояние многих переходов»
Иордан упоминает, что во времена остроготского [остготского] короля Германариха (умер в 375 или 376 годах н. э.), племя венедов было подвластно ему наряду с другими праславянскими племенами:
…Эти [венеты], как мы уже рассказывали в начале нашего изложения, — именно при перечислении племён, — происходят от одного корня и ныне известны под тремя именами: венетов, антов, склавенов. Хотя теперь, по грехам нашим, они свирепствуют повсеместно, но тогда все они подчинились власти Германариха».
В раннесредневековых документах своих ближайших соседей славян германцы также называли венедами, вендами (нем. Wenden).

## Лингвистические данные
В историческое время др.-исл. Vindr, др.-англ. Weonodas и др. означало северо-западных славян, которые граничили с германцами. Из германских языков заимствовано ср.-греч. Ouenédoi «вен(е)ды, (северные) славяне».
Этим этнонимом (нем. Wenden) немцы вплоть до настоящего времени именуют славян-лужичан. Память о венедах сохранилась также в языках финских народов, заимствоваших данное слово из германских языков и до настоящего времени называющих этим именем русских и Россию. Финское — Venäläinen (русский), Veneman, Venäjä (Русь, Россия); эстонское — Venelane (русский), Venemaa (Россия), Vene (Русь); карельское — Veneä (Русь).

## Археологические соответствия
С венедами связывается поморская культура, которая была распространена на южном побережье Балтийского моря при впадении Вислы до вторжения готов. Поморская культура развивалась в тесном взаимодействии с лужицкой культурой.
В более поздний период, в V—VI веках, с венедами связывают дзедицкие древности на западе.
В течение XX века среди археологов велись споры, является ли пшеворская культура (II века до н. э. — IV век) чисто германской или чисто славянской. Археолог В. В. Седов считал, что основным этносом в пшеворской культуре были славяне-земледельцы — потомки населения культуры подклёшевых погребений. На их территорию, особенно в западные земли, многократно вторгались различные германские племена. Пришлому населению, в большей степени военизированному, чем местное население, в ряде местностей удавалось подчинить местных землепашцев, и всё население таких регионов римские авторы именовали этнонимами господствующего племени (бургундами, вандалами и др.), поскольку сведения поступали в Рим от германских информаторов. На территории пшеворской культуры (в междуречье Одера и Вислы) в первые века н. э. историки локализуют германское племя вандилов (вандалов). Лингвист С. Л. Николаев считает славян пшеворской культуры славянами-венедами (в их числе лугии-лужичане), а вторгавшиеся на их территории германские племена определяет как по большей части вандилов. В случае с вандалами-вандилами путаница названий славян-«венедов» и германцев-вандилов связана также с созвучием, объясняемого Николаевым родством этнонимов на праиндоевропейском уровне.

## Гипотезы

### Славяне
Готский историк VI века Иордан в своём труде «О происхождении и деяниях гетов» указывал тождество между венедами, антами и склавинами. Кроме Иордана, венедов со славянами отождествляли и латинские писатели VII—VIII веков: в хронике Фредегара (VII века) не единожды упоминаются венеды (Winedos) в привязке к славянам (Sclavos) в связи с событиями 623 года: «Славянами, называемыми венедами», «Славяне, которые известны как венеды». Иона из Боббио, живший в VII веке, в своем житии святого Колумбана писал: «Между тем запала в голову мысль отправиться в пределы венетиев (Venetiorum), которые также зовутся славянами (Sclavi)…». Англосаксонский писатель Алкуин, живший во времена Карла Великого, писал в своем письме (датируется 790): «Но в прошедшем году король с войском устремился на славян (Sclavos), которых мы называем вионудами (Vionudos)…».
Некоторые авторы XIX века (например, славянофил А. С. Хомяков), ссылались на хрониста XII века Гельмольда, который в своей «Славянской хронике» пишет:
Там, где кончается Полония, мы приходим к обширнейшей стране тех славян, которые в древности вандалами, теперь же винитами, или винулами, называются.
Древнерусская летопись «Повесть временных лет» (начало XII века) и средневековые литовские легенды о Палемоне связывают происхождение своих народов с регионом Норик, где жили иллирийские венеты. Согласно «Повести временных лет»,
По разрушении же столпа и по разделении народов приняли сыновья Сима восточные страны, а сыновья Хама — южные страны. Иафетовы же сыновья приняли запад и северные страны. От этих же семидесяти и двух народов произошел и народ славянский, от племени Иафета — так называемые норики, которые и есть славяне.
С этим согласуется также легенда об образовании чешского народа, описанная в книге Прокопа Слободы:
Хорошо знаю, что известно многим, но не всем, как некогда из этой крапинской местности, по исчислению Петра Кодицилюса и многих других, в 278 году, ушёл очень знатный вельможа Чех с братьями своими Лехом и Руссом, а равно со всеми своими приятелями и родом, из-за того, что они не могли уже переносить те великие нападки и притеснения, которые делали им римляне, а особенно начальник римских войск Аврелий, который охранял Иллирию вооружённой рукой и настолько притеснял его род, что Чех со своими поднял против него восстание и вывел его из числа живых. И вследствие этого, боясь могучей руки римлян, покинул Крапину, своё отечество. Целых 14 лет служил он с Салманином, с сыном Цирципана, в то время правителя и будущего вождя богемского народа…
Содержание этой легенды согласуется с римскими хрониками, которые повествуют о восстании Марка Аврелия Кара в Норике и Ретии в 282 году, в результате которого восставшими был убит римский император Марк Аврелий Проб и власть перешла к Кару.
Решительным сторонником отождествления славян и венедов был Л. Нидерле:
Балтийские венеды были, безусловно, славянами. Имеется несколько доказательств этому. Во-первых, их места обитания в I—II веках н. э. совпадают с местами обитания славян в VI веке. Распространение славян было совсем незначительно в период переселения народов. Во-вторых и это очень важный довод, — наименование венедов, вендов сохранялось в немецком языке (Wenden, Winden) в течение всей исторической эпохи, вплоть до новейшей, как общее наименование славян. Старые деревни, которые их немецкие соседи хотели отличить от одноимённых немецких деревень, обозначались в отличие от них windich или wendich. Наконец, Иордану, историку VI века, первым давшему очерк начала истории славян, известно, что наименования «венд», «венед» и «славянин» употреблялись для обозначения одного и того же народа; он употребляет эти названия попеременно, из чего можно заключить, что в VI веке признавалось тождество славян с венедами.
В качестве аргумента славянской этнической принадлежности венедов выступает применение производных от этого названия терминов в германских и финнских языках по отношению к славянам. Ряд исследователи считает, что этноним «венеды» сохранился в однокоренном наименовании восточнославянского племени вятичей (произносилось и зафиксировано в некоторых летописях как «вентичи», др.-еврейск. Wnntit).
По мнению ряда исследователей, имеются археологические и антропологические свидетельства того, что в Новгородской земле расселилось несколько волн мигрантов с юго-западного балтийского побережья. В частности, отмечаются сходства конструкции некоторых типов построек, а также параметров черепов из захоронений у полабских славян и новгородских словен.
Противниками отождествления венедов и славян использовался в конце XIX века буковый аргумент, согласно которому прародина славян располагалась восточнее предполагаемого места обитания венедов, однако, по новейшим данным палеоклиматологии, в первые века нашей эры климат в Европе был значительно более мягким, чем в XIX веке, и ареал бука отличался от современного.

### Кельты или иллирийцы
Существует гипотеза, связывающая этноним «венеды» с кельтами или иллирийцами. Этноним «венеды» известен на побережье Адриатики. Современная итальянская провинция Венето и город Венеция названа по имени народа венетов. Кроме того, о венетах в Галлии (современная Франция) сообщает Юлий Цезарь. О формировании кельтов (галлов) как народа в бассейне Дуная было известно ещё Страбону. Следовательно, этноним «венеды» или «венеты» был первоначально характерен для жителей Карпато-Дунайского бассейна. Позднее, с миграциями кельтов, венеты появляются на территории Франции. Однако археологические данные свидетельствуют и о миграциях кельтов на территорию Польши. Позднее кельты на территории Польши были ассимилированы носителями пшеворской культуры, но влияние кельтов на пшеворскую культуру было очень сильным. Тацит, описание Германии которого относится как раз ко времени существования севернее Карпат на территории Польши пшеворской культуры, пишет о живущих здесь различных племенах лугиев. Луг был богом солнца у кельтов, поэтому, предположительно, Тацит называет пшеворские племена кельтским именем. По крайней мере часть южных племён пшеворцев могла получить среди германских народов имя «венеды».
Впоследствии, когда пшеворцы переселились на Волынь и Приднестровье, имя «венеды» было перенесено на ассимилировавших их славян. Эта гипотеза может объяснять тот факт, что Иордан, который пользовался готскими источниками, считает венедов славянами, в то время как византиец Прокопий из Кесарии, писавший в это же время о славянах, ничего о венедах не сообщает. Венедами могли называть пшеворцев, а впоследствии и славян, готы. Именно поэтому это имя закрепилось в немецком языке за западными славянами в форме «венды», а от них попало к финнам, эстам и карелам в форме «вене» как обозначение русских.
Ряд авторов связывают имя венедов с легендарным народом ванов из германской мифологии.

### Западные индоевропейцы
Согласно археологу В. В. Седову, этноним «венеды» восходит к древнеевропейской общности (западной ветви праиндоевропейцев). Это название сохранилось для венетов Северной Адриатики, кельтского племени венетов в Бретани, покорённого Цезарем во время Галльских походов в 50-х годах I в. до н. э., а также для венедов-славян. В древнеанглийском языке также имелся этноним «венеды».
По мнению лингвиста С. Л. Николаева, все эти этнонимы восходят к одному этнониму с корнем индоевропейским *wenət-, *wonət-, первоначально принадлежавшему какой-то одной западноиндоевропейской группировке. Этот корень сохранился в славянских (праслав. *vęt-, др.-рус. вятичи, с унаследованным славянским названием одного из племён), кельтских (галльские венеты, лат. Veneti, кельтское племя на юге полуострова Бретань) и германских языках (вандалы, вандилы, с о-огласовкой и суффиксом *-ilo-, *Wanđila- (с прагерманским -đ- < индоевропейским *-t-), племенная группа северо-восточных германцев, впервые упомянутая Плинием Старшим как греч. Βάνδαλοι; в форме лат. Vandilii упомянуты Тацитом) в собственных этнонимах, а в латыни представлен в названии соседнего племени (адриатические венеты, лат. Veneti, вымерший индоевропейский народ, группа племён на северо-востоке Италии, современная область Венето с центром в Венеции), а также — *weneđa- с прагерманским развитием индоевропейского *t > đ по закону Вернера, лат. передача Winithi и т. п., прагерманское название неизвестного племени, жившего к востоку от германцев, прародина которого предположительно локализуется в Ютландии. Последние судя по форме с -е- во втором слоге, первоначально могли быть венетами, в дальнейшем переселившимися к Средиземному морю, или одноимёнными кельтами, принявшими активное участие в формировании раннего этапа пшеворской культуры.

### Этникон

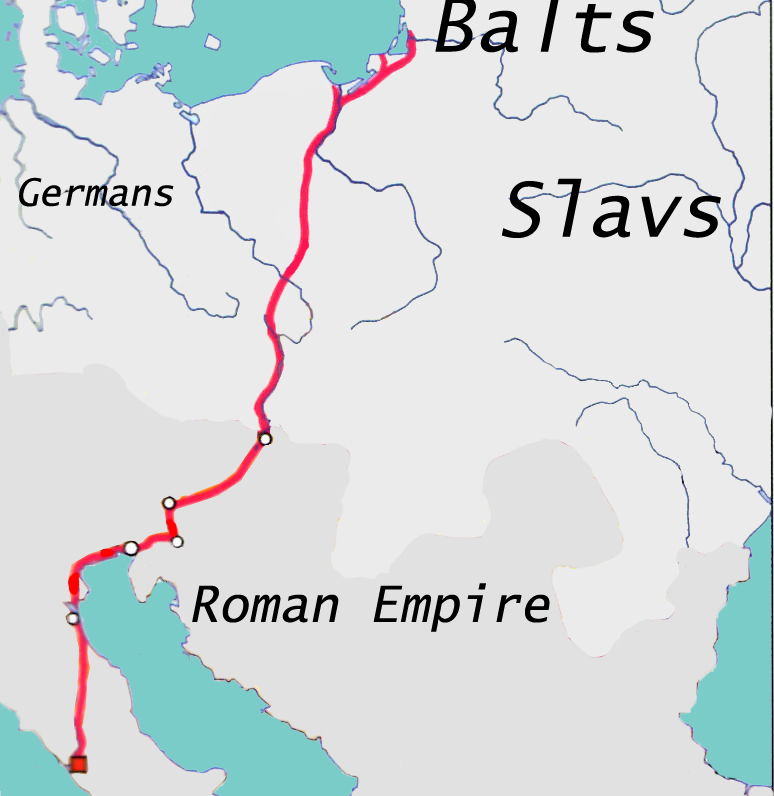
Янтарный путь, соединявший венедов и адриатических венетов

Термин «венеды» не был самоназванием славян, поэтому рядом учёных он рассматривается как этникон (наименование по месту жительства), характерный для античной историографии (ср. употребление этнонимов скифы, сарматы и др. применительно к обитателям северных регионов античной ойкумены независимо от их этнической принадлежности). Первоначально, со времен Гомера, он обозначал народ, переселившийся из Трои на побережье Адриатики. Позднее название этого народa было перенесено на другие северные этносы Европы и воспринято германоязычными народами, называющими славян Winden, Wenden и т. п. Возможно, от германцев термин был заимствован прибалтийскими финнами (финск. venaje, эст. vene — «русский») и венграми.
Российский археолог М. Б. Щукин предполагает существование в начале н. э. связи между адриатическими венетами, и прибалтийскими венетами, заселявшими в то время Самбийский полуостров (устье Немана), и являвшихся носителями самбско-натангской археологической культуры, что подтверждается некоторыми археологическими находками. Эти этнонимы в позднеантичный период были приурочены к началу и концу Янтарного пути, который в античности соединял адриатическую Венетию с Прибалтикой (с Вентспилсом и рекой Вента) и активно использовался в первые века н. э. Мифическая «янтарная» река Эридан, отождествленная ранними античными авторами с венетской рекой По, нашла прибалтийский аналог в реке Рудон (Радуния), что позволило перенести название венетов в бассейн Вислы. Выходцы из дунайских провинций Римской империи (Паннония, Норик, Реция) перенесли на Балтику венетскую ономастику и приписали сам этникон балтийским торговцам янтарем, либо сами прибалтийские торговцы восприняли этот этникон на римском лимесе. В то же время этот этникон мог стать известным германцам, и прибалтийским финнам.
Щукин сравнил историю таких «блуждающих» этниконов с распространением таких названий, как русь, также связанным с трансконтинентальным водным путём «из варяг в греки». Название «венеты» могло относиться не к этносу, а к определённому образу жизни, который описал Тацит: «венеты… обходят разбойничьими шайками все леса и горы между певкинами и фенами», подобно кочевникам-сарматам, но по культуре они ближе германцам, так как строят постоянные жилища и сражаются в пешем строю. Тот же образ жизни характерен для венетов Галлии эпохи галльских войн Цезаря. Племена океанского побережья (морины, белги, ремы, нервии, венеты) не относились к народам между кельтами и германцами.

## Топонимы
- Венедские горы — Карпаты
- Венедский залив